# Cincinnati, Iowa
Cincinnati là một thành phố thuộc quận Appanoose, tiểu bang Iowa, Hoa Kỳ. Năm 2010, dân số của thành phố này là 357 người.

## Dân số
Dân số qua các năm:
- Năm 2000: 428 người.
- Năm 2010: 357 người.